# ديسبوتية الصرب
ديسپوتية الصرب ((بالصربية: Српска деспотовина)‏ / Srpska despotovina) (بالإنجليزية: Serbian Despotate)‏، تواجدت إمارة صربيا (أو: ديسپوتية صربيا) في العصور الوسطى في النصف الأول من القرن الخامس عشر. على الرغم من أن معركة كوسوفو في عام 1389م تُعتبر عمومًا نهاية صربيا في العصور الوسطى، إلا أن «الديسپوتية» (الإمارة التي يحكمها «ديسپوت») خلفت الإمبراطورية الصربية وصربيا الموراڤية، واستمرت لمدة 60 عامًا أخرى، وشهدت نهضة ثقافية وسياسية قبل أن يفتحها العثمانيون عام 1459م.
قبل فتح ديسپوتية الصرب، كان لدى «الديسپوت» إسميا مكانة عظمى وحكم ذاتي بالنسبة للإمبراطورية العثمانية والإمبراطورية البيزنطية ومملكة المجر.
بعد إخضاع ديسپوتية الصرب بالكامل للإمبراطورية العثمانية في عام 1459م، استمرت في الوجود في المنفى تحت مملكة المجر القروسطية حتى منتصف القرن السادس عشر، وكان «پافل باكيتش» (Pavle Bakić) هو آخر «ديسپوت» في صربيا تم الاعتراف به من قبل كل من العثمانيين ومملكة هاپسبورغ.

## أصل التسمية وانتشاره

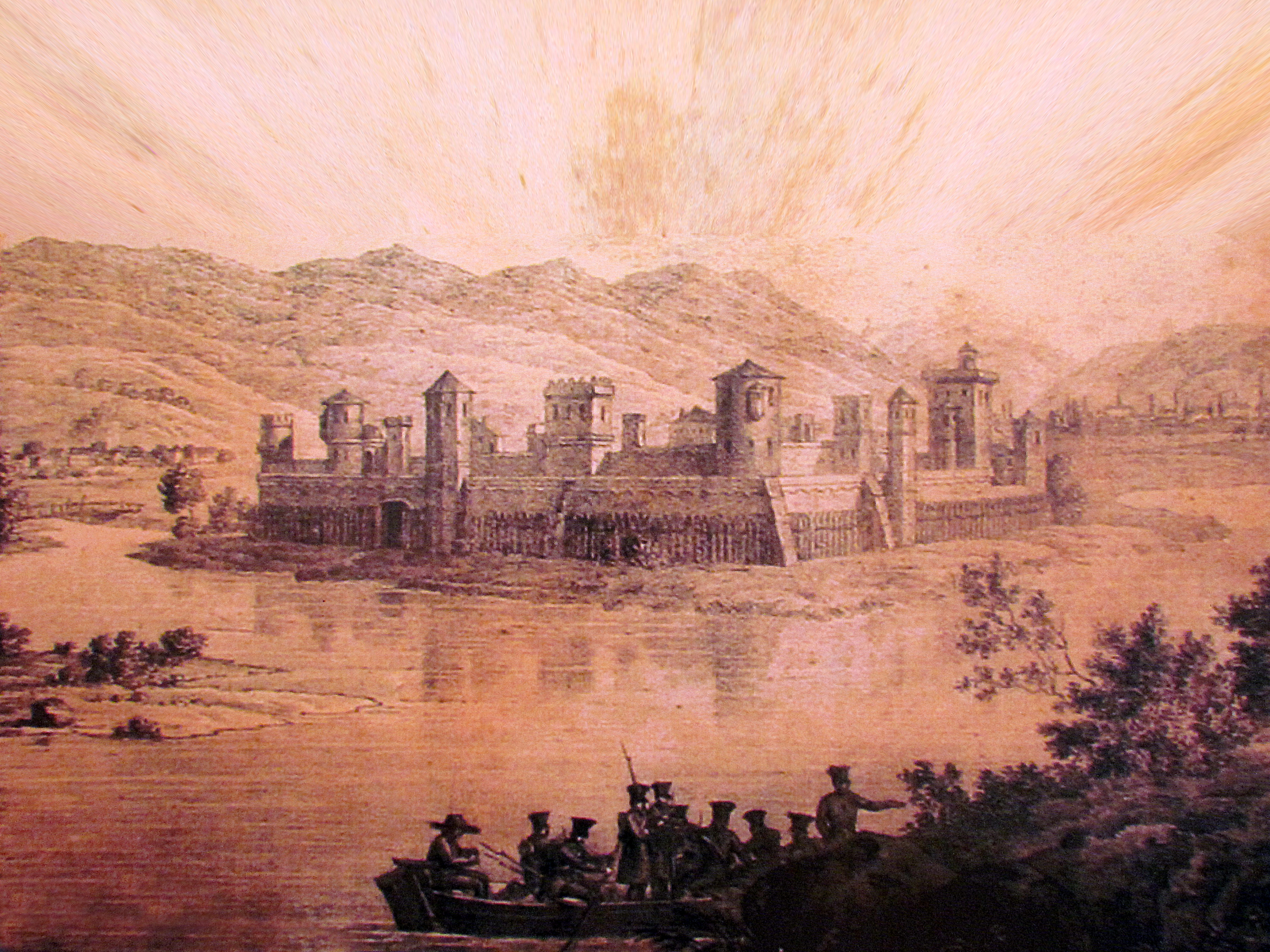
قلعة "سمندرية" (Smederevo) عاصمة ديسپوت الصرب.

كان لقب «ديسپوت» (باليونانية: δεσπότης)‏ (بالإنجليزية: Despot)‏ لقبًا بارزًا في الدولة البيزنطية يُمنَح لأبناء أو أبناء زوج الأباطرة الحاكمة، وكان يشير في البداية إلى وريث الإمبراطور البيزنطي.
انتشر من بيزنطة لقب «ديسپوت» في جميع أنحاء البلقان أواخر العصور الوسطى، ومُنح أيضا في الولايات الخاضعة للتأثير الثقافي البيزنطي مثل:
- الإمبراطورية اللاتينية.
- الإمبراطورية البلغارية الثانية.
- الإمبراطورية الصربية والولايات التي خلفتها من بعدها.
- وإمبراطورية طرابزون.

ومع التشرذم السياسي في هذه الفترة، أدى المصطلح إلى ظهور العديد من الإمارات التي يحكمها «ديسپوت» وأصبحت تُسمى «ديسپوتية»، والتي حكمت إما كدول مستقلة أو كملاحق لأمراء يحملون لقب «ديسپوت» (بالإنجليزية: despot)‏.
من أبرز الديسپوتيات:
- ديسپوتية إبيروس.
- ديسپوتية المورة.
- ديسپوتية الصرب.

## حكام ديسپوتية الصرب
| اسم                                          | ملك                            | ملاحظات                                     |
| -------------------------------------------- | ------------------------------ | ------------------------------------------- |
| ستيفان لازاريفيتش (1374–1427)                | أغسطس، 1402 - 19 يوليو 1427    | من سلالة لازاريفيتش (Lazarević)             |
| أوران برانكوفيتش (1375–1456)                 | 19 يوليو 1427 - 18 أغسطس 1439  | من سلالة لازاريفيتش (Lazarević)             |
| غريغور برانكوفيتش (1416–59)                  | مايو 1439 - 18 أغسطس 1439      | شارك في الحكم مع دوراد (Đurađ)              |
| توما كانتاكوزين                              | مايو 1439 - 18 أغسطس 1439      | شارك في الحكم مع دوراد (Đurađ)              |
| إسحاق بي (توفي 1443)                         | 1439-1443                      | الحاكم العثماني                             |
| عيسى-بيغ                                     | 1443 - 12 يونيو 1444           | الحاكم العثماني                             |
| أوران برانكوفيتش (1375–1456)                 | 12 يونيو 1444 - 24 ديسمبر 1456 | عاد للحكم                                   |
| لازار برانكوفيتش (1421–58)                   | 24 ديسمبر 1456 - 19 يناير 1458 | من سلالة برانكوفيتش                         |
| ميهايلو أنجيلوفيتش (توفي 1464)               | 19 يناير 1458 - مارس، 1458     | مشارك في الحكم                              |
| يلينا باليولوج (1432–1473)                   | 19 يناير 1458 - مارس، 1458     | مشارك في الحكم                              |
| ستيفان برانكوفيتش (1420–76)                  | 19 يناير 1458 - 21 مارس 1459   | شارك في الحكم حتى مارس 1458                 |
| ستيبان توماسيفيتش (1438-1463)                | 21 مارس 1459 - 20 يونيو 1459   | سلالة كوتروماني                             |
| الحكام الإعتباريين لديسپوتية الصرب في المنفى |                                |                                             |
| فوك غريغوفيتش برانكوفيتش (1438–85)           | 1471 - 16 أبريل 1485           | سلالة برانكوفيتش                            |
| جوران برانكوفيتش (1461–1516)                 | فبراير 1486 - يوليو 1497       | سلالة برانكوفيتش                            |
| جوفان برانكوفيتش (1462–1502)                 | 1492 - 10 ديسمبر، 1502         | سلالة برانكوفيتش                            |
| يلينا جاكشيتش (d. 1530)                      | 10 ديسمبر، 1502 - 1503         | أرملة يوفان التمثيل؛ Jakšić العائلة النبيلة |
| إيفانيس بيريسلافيتش (d. 1514)                | 1503 - يناير، 1514             | بيريسلافيتش غرابارسكي                       |
| ستيفان بيريسلافيتش (1504–36)                 | يناير، 1514 - 1536             | بيريسلافيتش غرابارسكي                       |
| يلينا جاكشيتش (d. 1530)                      | يناير، 1514 - 1522             | مرة ثانية؛ يتصرف لابنها القاصر ستيفان       |
| راديتش بوجيتش (d. 1528)                      | 29 يونيو 1527 - سبتمبر 1528    | عائلة Boži family النبيلة                   |
| بافل باكيتش (d. 1537)                        | 20 سبتمبر 1537 - 9 أكتوبر 1537 | Bakić الأسرة النبيلة                        |